# Долинська сільська рада (Тлумацький район)
| Долинська сільська рада — колишній орган місцевого самоврядування у Тлумацькому районі Івано-Франківської області з адміністративним центром у с. Долина. Водоймища на території, підпорядкованій даній раді: річка Дністер. Сільській раді були підпорядковані населені пункти: - с. Долина |

## Склад ради
Рада складалася з 12 депутатів та голови.

### Керівний склад ради
Примітка: таблиця складена за даними джерела
Сільський голова - Дземан Микола Ярославович